# Hanc
Hanc est une ancienne commune du Centre-Ouest de la France située dans le département des Deux-Sèvres, en région Nouvelle-Aquitaine.

## Géographie

### Communes limitrophes
| Bouin     | Melleran                            | Lorigné  |
| Ardilleux | Hanc                                | Pioussay |
| Loubillé  | Paizay-Naudouin-Embourie (Charente) |          |

## Histoire
Le 1er janvier 2019, elle fusionne avec Ardilleux, Bouin et Pioussay pour constituer la commune nouvelle de Valdelaume dont la création est actée par un arrêté préfectoral du 26 juin 2018.

## Politique et administration
| Période   | Période       | Identité  | Étiquette | Qualité |
| --------- | ------------- | --------- | --------- | ------- |
| mars 2001 | réélu en 2008 | Luc Denis | PS        |         |

## Démographie
À partir du XXIe siècle, les recensements réels des communes de moins de 10 000 habitants ont lieu tous les cinq ans. Pour Hanc, cela correspond à 2004, 2009, 2014, etc. Les autres dates de « recensements » (2006, etc.) sont des estimations légales.
| 1793 | 1800 | 1806 | 1821 | 1831 | 1836 | 1841 | 1846 | 1851 |
| ---- | ---- | ---- | ---- | ---- | ---- | ---- | ---- | ---- |
| 604  | 683  | 725  | 792  | 798  | 801  | 800  | 778  | 718  |

| 1856 | 1861 | 1866 | 1872 | 1876 | 1881 | 1886 | 1891 | 1896 |
| ---- | ---- | ---- | ---- | ---- | ---- | ---- | ---- | ---- |
| 704  | 674  | 729  | 684  | 662  | 654  | 658  | 607  | 556  |

| 1901 | 1906 | 1911 | 1921 | 1926 | 1931 | 1936 | 1946 | 1954 |
| ---- | ---- | ---- | ---- | ---- | ---- | ---- | ---- | ---- |
| 542  | 536  | 517  | 467  | 481  | 424  | 489  | 449  | 430  |

| 1962 | 1968 | 1975 | 1982 | 1990 | 1999 | 2004 | 2006 | 2009 |
| ---- | ---- | ---- | ---- | ---- | ---- | ---- | ---- | ---- |
| 384  | 336  | 296  | 266  | 209  | 227  | 241  | 243  | 250  |

| 2014 | 2016 | - | - | - | - | - | - | - |
| ---- | ---- | - | - | - | - | - | - | - |
| 256  | 258  | - | - | - | - | - | - | - |

## Culture locale et patrimoine

### Lieux et monuments
- Jardins et logis seigneurial Renaissance du Breuil-Coiffaud, en cours de restauration.
- Église Saint-Hilaire d'Hanc.